# Desjuan Johnson
Desjuan Renarl Johnson (* 3. September 1999 in Detroit, Michigan) ist ein US-amerikanischer American-Football-Spieler. Er spielt auf der Position des Defensive Ends für die Los Angeles Rams in der National Football League (NFL).

## Karriere

### College
Johnson spielte von 2018 bis 2022 College Football an der University of Toledo für die Toledo Rockets. In seiner ersten Saison kam er in elf Spielen zum Einsatz und erzielte 17 Tackles. 2019 steigerte er sich auf 32 Tackles, davon 7 für Raumverlust (Tackle for Loss). In der aufgrund der Covid-19-Pandemie verkürzten Saison 2020 erzielte er 27 Tackles und führte die Rockets mit 3 Sacks und 8 Tackles for Loss an. Er wurde dafür ins 2nd-Team All-MAC gewählt. Auch 2021 erhielt er diese Auszeichnung, nachdem er 70 Tackles, davon 12,5 für Raumverlust, und 4,5 Sacks erzielte. 2022 steigerte er seine Leistungen auf 16,5 Tackles for Loss und 5,5 Sacks und wurde dafür ins 1st-Team All-MAC gewählt. Zudem gewann er mit den Rockets die Conferencemeisterschaft. In den fünf Jahren trat er in 54 Spielen, davon 30 als Starter, auf und erzielte dabei 14,5 Sacks und 211 Tackles, davon 45,5 für Raumverlust.

### NFL
Im NFL Draft 2023 wurde Johnson in der siebten Runde mit dem 259. Pick als Gesamtletzter von den Los Angeles Rams ausgewählt. In seiner Rookiesaison kam er in elf Spielen zum Einsatz und erzielte dabei zwei Sacks und erzwang einen Fumble.